# Hieracium munkacsense
Hieracium munkacsense là một loài thực vật có hoa trong họ Cúc. Loài này được Zahn mô tả khoa học đầu tiên.